# 가미노요나나오

천지개벽 SVG로 표시(대응 브라우저만)

카미노요나나오(神世七代)는 일본 신화에서 천지개벽 때 태어난 7대의 신들을 묶어 이르는 말 또는 그 시대를 말한다. 신세7대(神世七代) 또는 천신칠대라고도 쓴다. 일본 신화에서 땅을 다스린 신이라고도 한다.
처음은 형태가 불분명하였던 신들이 점차 남녀에게 헤어지고 이성을 느끼게 되어 마침내 사랑을 찾아 부부가 되는 과정을 가지고, 남녀의 몸이나 성을 갖추는 것을 나타내는 부분이라고 한다.

## 「고사기」
「고사기」에서는 코토아마츠카미(別天津神)의 다음에 나타난 12주 7대의 신을 카미노요나나오로 하고 있다. 최초의 2대는 1주로 1대, 그 다음은 2주에서 1대로 세어 7대로 한다. 덧붙여 시마네 현 야스기 시에 있는 토가미산은 이자나기, 이자나미의 료진을 제외한 토가미가 모셔지고 있었다는 이야기가 있다.
1. 국지상립신(国之常立神)
2. 풍운야신(豊雲野神)
3. 우비이신(宇比邇神)·수비지이신(須比智邇神)
4. 각익신(角杙神)·활익신(活杙神)
5. 의부두능지신(意富斗能地神)·대두내변신(大斗乃弁神)
6. 어모타류신(淤母陀琉神)·아야가지고니신(阿夜訶志古泥神)
7. 이사나기신(伊邪那岐神)·이사나미신(伊邪那美神)

(좌측이 남신, 우측이 여신)

## 「일본서기」
「일본서기」의 본서에서는 천지개벽의 최초로 나타난 이하의 11주 7대의 신을 카미노요나나오로 하고 있다.
1. 국상립존(国常立尊, くにのとこたちのみこと）)
2. 국협퇴존(国狭槌尊, くにのさつちのみこと)
3. 풍짐정존(豊斟渟尊, とよぐもぬのみこと)
4. 이토자존(泥土煮尊, ういじにのみこと)·사토자존(沙土煮尊 ,すいじにのみこと)
5. 대호지도존(大戸之道尊, おおとのじのみこと)·대점변존(大苫辺尊, おおとまべのみこと)
6. 면족존(面足尊, おもだるのみこと)·황근존(惶根尊, かしこねのみこと)
7. 이장낙존(伊弉諾尊, いざなぎのみこと)·이장염존(伊弉冉尊, いざなみのみこと)

## 출현표

### 홀로신
| 서명           | 1대                                | 2대                      | 3대                                                                                        | 4대                    | 5대        | 6대        | 7대      | 8대      | 9대      |
| -------------- | ---------------------------------- | ------------------------ | ------------------------------------------------------------------------------------------ | ---------------------- | ---------- | ---------- | -------- | -------- | -------- |
| 고사기         | 천지귀중 주신                      | 고어산소일신             | 신산소일신                                                                                 | 우마지아사가비비고지신 | 천지상립신 | 국지상립신 | 풍운야신 |          |          |
| 일본 서기 본서 | 국상립존                           | 국협퇴존                 | 풍짐정존                                                                                   |                        |            |            |          |          |          |
| 일서 제1       | 국상립존(역왈, 국저립존)           | 국협퇴존(역왈, 국협립존) | 풍국주존(역왈, 풍조야・풍향절야존・부경야풍매존・풍국야존・풍설야존・하기국야존・국미노존) |                        |            |            |          |          |          |
| 1서 제2        | 가미위아언구존                     | 국상립존                 | 국협퇴존                                                                                   |                        |            |            |          |          |          |
| 1서 제3        | 가미위아언구존                     | 국저립존                 |                                                                                            |                        |            |            |          |          |          |
| 1서 제4-1      | 국상립존                           | 국협퇴존                 |                                                                                            |                        |            |            |          |          |          |
| 1서 제4-2      | 하늘 귀중주존                      | 고황산령존               | 천황산령존                                                                                 |                        |            |            |          |          |          |
| 1서 제5        | 국상립존                           |                          |                                                                                            |                        |            |            |          |          |          |
| 1서 제6        | 천상립존                           | 가미위아언구존           | 국상립존                                                                                   |                        |            |            |          |          |          |
| 고어습유       | 천어중주신                         | 다하미무수비(고황산령신) | 진속산령신                                                                                 | 신산령                 |            |            |          |          |          |
| 송사 일본전    | 천어중주(뒤에 존이 오지 아니한다.) | 천촌운존                 | 천팔중운존                                                                                 | 천미문존               | 천인승존   | 섬파존     | 만혼존   | 이리혼존 | 국협퇴존 |

- 서로 다른 신이지만 편의상 동일한 대에 기록한다.

### 남신, 누이
| 서명                   | 1조                          | 2조                                                      | 3조                                                              | 4조                                     | 5조                                   | 6조                         | 7조                           | 8조             | 9조                   |
| ---------------------- | ---------------------------- | -------------------------------------------------------- | ---------------------------------------------------------------- | --------------------------------------- | ------------------------------------- | --------------------------- | ----------------------------- | --------------- | --------------------- |
| 고사기남신             | 우히지이신                   | 모퉁이말뚝신                                             | 의부두노우지신                                                   | 어모타류신                              | 이사나기신                            |                             |                               |                 |                       |
| 고사기여동생           | 수비지이신                   | 활 말뚝신                                                | 대두내판신                                                       | 아야가지고니신                          | 이사나미신                            |                             |                               |                 |                       |
| 일본 서기 본서(남신)   | 니토 익혀 존                 | 대문지도존(일운, 대문지변. 역왈, 대문마언존・오토미도존) | 면족존                                                           | 천신의 분부로 처음 일본 다스린          |                                       |                             |                               |                 |                       |
| 일본 서기 본서(여동생) | 사토 익혀 존                 | 대점변존(역왈, 대문마희존・오토미변존)                   | 황근존(역왈, 오 가게황근존・기강성존・청강성근존・오 가게강성존) | 이장염존                                |                                       |                             |                               |                 |                       |
| 1서 제 1(남신)         | 니토 익혀 존                 | 각직존                                                   | 면족존                                                           | 천신의 분부로 처음 일본 다스린          |                                       |                             |                               |                 |                       |
| 1서 제 1(여동생)       | 사토 익혀 존                 | 활직존                                                   | 황족존                                                           | 이장염존                                |                                       |                             |                               |                 |                       |
| 1서 제 2(남신)         | 천경존                       | 테마존                                                   | 말탕존                                                           | 천신의 분부로 처음 일본 다스린          |                                       |                             |                               |                 |                       |
| 선대구사본기(남신)     | 각직존(역운, 각용혼존)       | 니토 익혀 존(역운, 니토근존)                             | 대점언존(역운, 대문지도・오토미도・대문마언)                     | 청강성근존(역운, 말탕존・면족존         | 이장낙존                              |                             |                               |                 |                       |
| 선대구사본기 여동생    | 활직존                       | 사토 익혀 존(역운, 사토근존)                             | 대점변존(역운, 대문지변・오토미변・대문마희)                     | 오 가게강성근존(역운, 황근존・문안희존) | 이장염존                              |                             |                               |                 |                       |
| 선대구사본기           | 하늘3강존                    | 천합존(역운, 천경존)                                     | 하늘8백일존                                                      | 하늘 80만혼존                           | 고황산령존(역명, 고혼존・타카기 생명) |                             |                               |                 |                       |
| 천서 남신              | 니토근(이하, 존의 글자 없음) | 대점언                                                   | 면족언                                                           | 이장낙존(존의 글자 있어)                |                                       |                             |                               |                 |                       |
| 천서 여신              | 사토근                       | 대점희                                                   | 강죠 공주                                                        | 이장책존                                |                                       |                             |                               |                 |                       |
| 하늘 서기 남신         | 니토야존                     | 주인택존                                                 | 회침존                                                           | 이장낙존                                |                                       |                             |                               |                 |                       |
| 하늘 서기 여신         | 사도야존                     | 대옷 봐 존                                               | 근심존                                                           | 이장책존                                |                                       |                             |                               |                 |                       |
| 상기(남신)             | 우이지에게만 일              | 개 벗는 이만 일                                          | 토노지 마셔 일                                                   | 모다루 마셔 일                          | 토지 마셔 일                          | 아를 빌려주어 절굿공이만 일 | 여승 의 것인지인가 봐 마셔 일 | 조인 기 마셔 일 | 있어 자리나기 마셔 일 |
| 상기 감자              | 스이지에게만 일              | 이공물이만 일                                            | 소리 말해 마셔 일                                                | 유령선 망령 반죽해 마셔 일              | 오토베만 일                           | 아유나 사계군요 마셔 일     | 엿의 것로즈 마셔 일           | 엷은 봐 마셔 일 | 막상 수준 마셔 일     |
| 송사 일본전 남신       | 각공혼존                     | 급진단존                                                 | 면타루미존                                                       | 국상립존                                | 천감존                                | 천만존                      | 말명저존                      | 이장낙존        |                       |

## 같이 보기
- 신도
- 일본의 신 목록